# Classeya interstriatellus
Classeya interstriatellus là một loài bướm đêm trong họ Crambidae.